# Chaenopsis ocellata
Chaenopsis ocellata is een straalvinnige vissensoort uit de familie van snoekslijmvissen (Chaenopsidae). De wetenschappelijke naam van de soort is voor het eerst geldig gepubliceerd in 1865 door Poey.